# Nicalis
Nicalis is een Amerikaans computerspelontwikkelaar en -uitgever gevestigd in Santa Ana, Californië. Het bedrijf werd in 2007 opgericht en richt zich op indiespellen.

## Ontwikkelde spellen
| Release | Titel                         | Platforms                                                                         | Opmerking                                                  |
| ------- | ----------------------------- | --------------------------------------------------------------------------------- | ---------------------------------------------------------- |
| 2008    | Cave Story                    | Nintendo 3DS, Nintendo DSi, Wii                                                   | Port van het origineel uit 2004 door Daisuke "Pixel" Amaya |
| 2011    | NightSky                      | Android, iOS, Linux, Nintendo 3DS, OS X, Windows                                  | In samenwerking met Nicklas Nygren                         |
| 2011    | Grinsia                       | Android, iOS, Nintendo 3DS, Windows                                               |                                                            |
| 2011    | VVVVVV                        | Nintendo 3DS, PlayStation Vita                                                    | Port van het origineel van Terry Cavanagh                  |
| 2013    | Ikachan                       | Nintendo DSi, Wii                                                                 | Port van het origineel door Daisuke "Pixel" Amaya          |
| 2013    | Legend of Raven               | PlayStation 4, PlayStation Vita, Xbox One                                         |                                                            |
| 2014    | 1001 Spikes                   | Nintendo 3DS, PlayStation 4, PlayStation Vita, Wii U, Windows, Xbox 360, Xbox One |                                                            |
| 2014    | The Binding of Isaac: Rebirth | Linux, OS X, PlayStation 4, PlayStation Vita, Windows                             | In samenwerking met Edmund McMillen                        |